# 廣長優志
廣長優志（1975年7月25日—），前日本足球運動員，並參加1996年夏季奥林匹克运动会。

## 日本國家足球隊
廣長優志参加了1996年夏季奥林匹克运动会。